# Шаріпов Равіль Мінахметович
Равіль Мінахметович Шаріпов (нар. 19 жовтня 1951, Баку, Азербайджанська РСР) — радянський футболіст, півзахисник та нападник.

## Життєпис
Вихованець ДЮСШ СКА з Баку, де і народився, тренувався у Юрія Антоновича Дмитрієва. Під час служби в армії грав за «Полад». У 1974 равіль Равіль переїжджає в Орел, у команду «Сталь». Там він працював з Борисом Татушиним протягом двох років. У 1976 році перебрався в махачкалинське «Динамо». Перший рік у Дагестані виступав під керівництвом Горського, інший - під керівництвом Володимира Шувалова. У Махачкалі Равіль починав на позиції правого півзахисника, проте діяв по всьому полю. Цікаво, що за результатами сезону 1976 року, граючи на позиції півзахисника, Шаріпов забив більше м'ячів, ніж Олександр Маркаров, двадцять проти чотирнадцяти. У сезоні 1977 року Маркаров і Шаріпов на двох вразили ворота суперників 55 разів. У Махачкалі грав разом з Едуардом Тимошенко і Володимиром Ходусом, з якими разом грав через два роки в «Металурзі». У 1979 році грав, правда, вже в клубі Першої союзної ліги — нальчикському Спартаку, входив до складу збірної РРФСР, яка посіла четверте місце на VII Спартакіаді народів СРСР.
У 1980 році Равіль за наполяганням Тимошенка все ж зважився приїхати в Запоріжжя, куди його звали рік тому. Однак тренери або недооцінили бомбардирські здібності 29-річного новачка, або відчували дефіцит півзахисників, і поставили його в середню лінію. На свою біду Шаріпов ще й травмувався в розпал сезону. Як підсумок, відігравши 27 матчів, забив всього лише 7 м'ячів.
Незважаючи на відносно невдалий дебют, Равіль стає лідером команди і найкращим бомбардиром «Металурга», володів таким специфічним якістю, яка відрізняє його від інших, як інтуїтивне відчуття гольової позиції. Він швидко приймав рішення в умовах дефіциту часу, мав прекрасну стартову швидкість, сильний, добре поставлений удар з обох ніг, сміливо й рішуче боровся безпосередньо біля воріт. А ще Шаріпов неперевершено грав головою.
Тренерський талант Равіля Мінахметовіча в повній мірі проявився вже в перші роки роботи в СДЮШОР «Металург». У 1995 році відразу дві команди, очолювані Равілем Шаріповим, — 15-річні й 17-річні футболісти — виграли золоті медалі юнацьких чемпіонатів України. Уже в наступному сезоні п'ятеро підопічних Равіля Шаріпова були включені в заявочний список першої команди, а їх наставник став одним з тренерів Металурга. Правда, на найвищий рівень вдалося вийти лише одному з вихованців Шаріпова — Андрію Карякі. Також серед його відомих вихованців Дмитро Колодін,  Олексій Олійник і Яків Кріпак.